# 키클라데스 문명

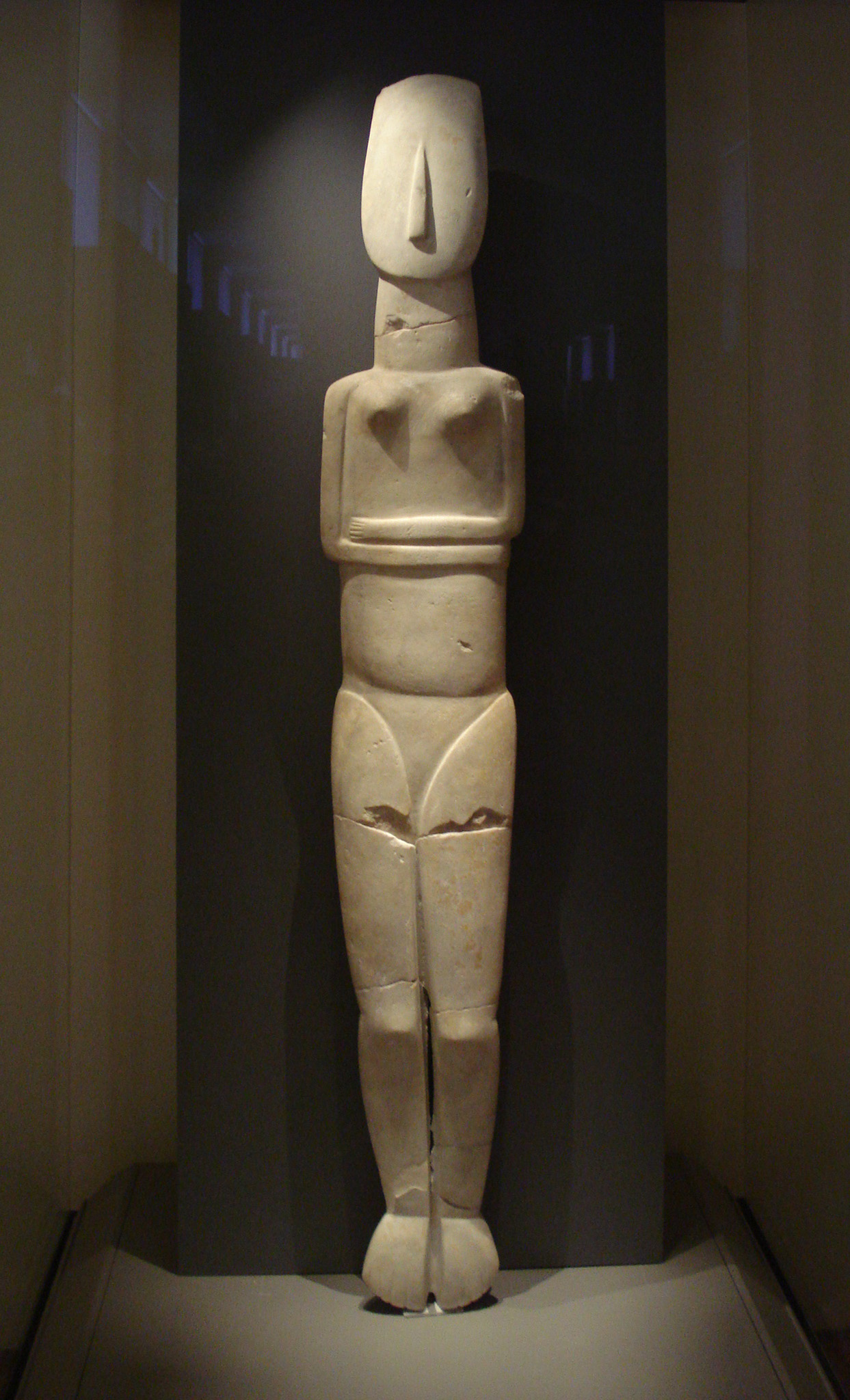
키클라데스 문명을 상징하는 대리석 우상. 높이 1.5m. 기원전 2800년~2300년경.

키클라데스 문명(Cycladic civilization), 키클라데스 문화 또는 키클라데스 시대는 에게해에 있는 그리스의 군도인 키클라데스 제도에 기원전 3000년경부터 2000년경 동안 존재하였던 청동기 시대 초기의 문명이다.
키클라데스 시대라 하여 일종의 연대 구분으로 삼기도 하는데, 넓게 잡아서 동시기에 해당되는 헬라 연대기 (그리스 본토의 청동기)와 미노아 연대기 (크레타섬 청동기)를 보완하는 유물을 아우른다.

## 역사

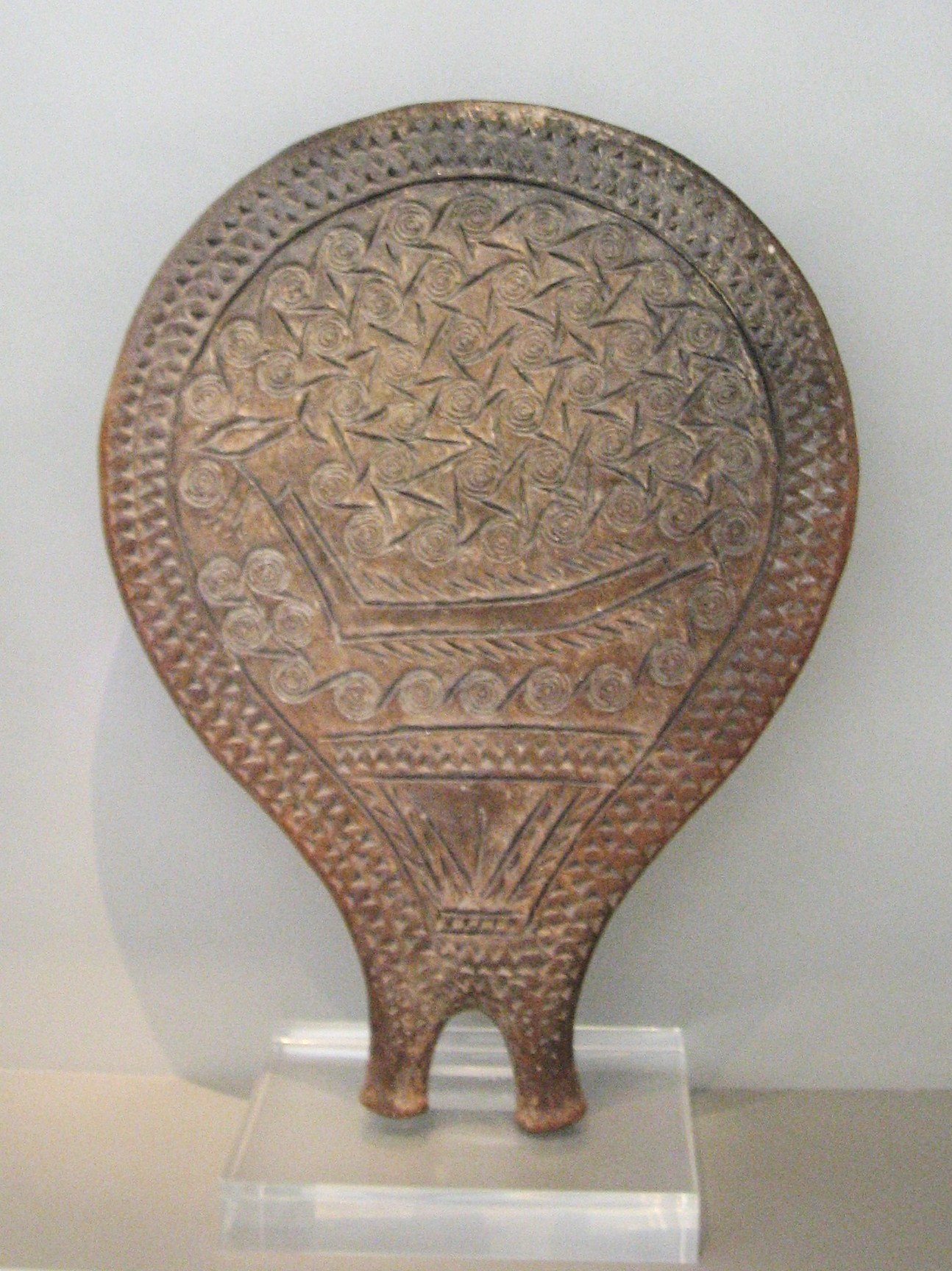
선박 장식이 새겨진 프라이팬. 초기 키클라데스 2기, 시로스섬 할란드리아니 출토. 기원전 2800년~2300년경.

키클라데스 문명은 후기 신석기와 초기 청동기 시대의 문화로, 남쪽의 크레타섬에서 발달하는 중기 청동기 시대의 미노아 문명보다 수 세기를 앞선다. 그리스 중부 키클라데스 제도를 중심으로 발달하였으며, 섬에서 나는 순백의 대리석을 깎아 만든, 납작한 여성 숭배상 유물로 유명하다. 무덤의 부장품으로 묻혀 있던 것이 20세기 초에 이르러 도굴되어 유물 시장에 나온 것으로, 현재까지 확인된 총 1,400점의 유물 중 약 40%만 그 유래를 확인할 수 있다.
키클라데스 문명의 유래는 기원전 4000년경 이전으로 거슬러 올라간다. 아나톨리아와 그리스 본토의 문화 요소를 결합한, 별개의 신석기 문화가 에게해 서부 일대에서 일어난 것이다. 주민들은 밀농사와 야생 보리농사, 양·염소·돼지 목축, 참치 잡이를 기반으로 살아갔다. 일부 유적지에서는 구리를 세공한 흔적도 보인다.
키클라데스 문명의 연대는 초기, 중기, 후기의 세 시대로 나뉜다. 초기는 기원전 3000년경부터 시작하고, 중기는 기원전 2500년경부터 시작하는데 유적이 얼마 남아있지 않다. 후기는 기원전 2000년부터 시작되며, 키클라데스 문명과 미노아 문명이 본질적으로 수렴하는 현상이 일어났다.
크레타섬에서 왕궁을 세울 정도로 고도화된 문명이 발달하자, 키클라데스의 섬은 존재감을 잃고 묻혀갔으나 케아섬, 낙소스섬, 델로스섬만큼은 살아남고 그 명맥을 이어갔다. 특히 델로스섬의 경우 성역화되어 그리스 고전기까지 옛 명성을 유지해 나아갔다 (델로스 동맹 참고).

### 유적지
키클라데스 문명의 발굴 유적지로는 할라드리아니, 필라코피, 스카르코스, 살리아고스, 아모르고스, 낙소스, 케아섬의 케팔라 등이 있다.
케아섬은 오늘날 아기아이리니라는 마을이 들어서 있는 청동기 시대의 정착지로, 그 연대는 후기 미노아 시대부터 초기 미케네 시대 (기원전 1600년~1400년경)까지 아우른다.
낙소스섬은 적어도 기원전 4000년경부터 사람이 지속적으로 거주해 왔다. 섬 내 지명의 유래를 연구한 결과, 낙소스섬이 버려진 적은 한번도 없었다는 결론이다. 미케네 시대에 이르러 기원전 1300년경에는 큰 마을이 세워졌으며, 정착 범위는 지금의 낙소스시와 팔라티아섬까지 해당됐다. 이 당시의 마을 유적이 호라의 성당 광장 밑에서 발굴되어 그 존재를 확실히 하였다.
이밖의 키클라데스 제도의 작은 섬들은 그 인구가 많아봤자 천 명을 넘기지 못했을 것으로 보이나, 후기 키클라데스 시대의 선박 모형을 복원한 결과 50명의 선원이 승선할 수 있어, 방방곡곡의 섬에서 그만큼의 인원이 모일 수준은 되었다.

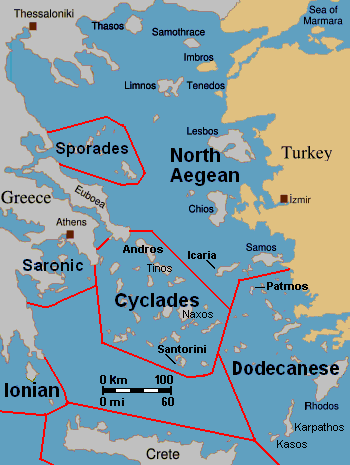
키클라데스 문명의 영역 (가운데)

## 같이 보기
- 키클라데스 미술